# Гейд, Лина
Лина Гейд (англ. Leena Gade) — британский гоночный инженер, первая женщина, выигравшая в этом качестве гонку «24 часа Ле-Мана».

## Ранняя жизнь и образование
Лина Гейд родилась в лондонском пригороде Перивейл в семье иммигрантов из Индии. Детство и юность она провела в Англии за исключением периода между 9 и 12 годами, когда семья переехала в Индию. В это время Лина и её младшая сестра Тина (также впоследствии ставшая гоночным инженером) начали интересоваться техникой. По возвращении в Англию они стали смотреть по телевизору гонки Формулы-1. Сёстры всерьёз увлеклись автогонками, причём их интересовал не спортивный гламур, а то, как работают гоночные машины.
Лина Гейд окончила Манчестерский университет, получив степень магистра технических наук в области аэрокосмической промышленности.

## Карьера
После окончания университета Гейд 6,5 лет работала в Jaguar Cars инженером по доработке автомобилей, безуспешно рассылая резюме по командам Формулы-1. Время от времени она принимала участие в качестве механика в гонках Формулы-БМВ, А1 Гран-при, Gran Turismo. В 2006 году она впервые приняла участие в 24 часах Ле-Мана в составе команды Chamberlain-Synergy Motorsport, выступавший в классе LMP1. С 2007 года Гейд работала в Audi Sport Team Joest: сначала — в Американской серии Ле-Ман с Аланом Макнишем, затем — в 24 часах Ле-Мана с экипажем Андре Лоттерера, Марселя Фесслера, Бенуа Трелуйе, которых в 2011 году, оказавшись в сложной ситуации (два других экипажа Audi сошли после столкновений с круговыми), смогла привести к первой победе с отрывом от ближайшего преследователя всего 13,8 секунд. В дальнейшем ей удалось повторить успех в 2012 и 2014 годах.
В 2016 году после 24 часов Ле-Мана Гейд перешла в Bentley, а в начале 2018 года — в команду Schmidt Peterson Motorsports для работы с Джеймсом Хинчклиффом, став первой женщиной — гоночным инженером в серии IndyCar. Однако в SPM Гейд надолго не задержалась, покинув команду после того, как Хинчклифф не прошёл квалификацию 500 миль Индианаполиса.
В 2019 году Гейд, будучи сотрудницей Multimatic, вернулась в команду Райнхольда Йоста, выступающую вместе с Mazda в чемпионате спорткаров IMSA, в декабре того же года возглавила Комиссию FIA по сериям GT.

## Награды и общественная деятельность
В декабре 2012 года Гейд была признана человеком года чемпионата мира по автогонкам на выносливость и награждена C&R Racing Women in Technology award
В январе 2016 года Британский женский клуб автогонщиц наградил Лину Гейд трофеем лорда Уэйкфилда.
В 2013 году Гейд включена в состав комиссии Комиссии FIA по вопросам участия женщин в автоспорте, в 2013—2014 также была послом Formula Student.